# Direct Line Insurance Group
Die Direct Line Insurance Group ist eine britische Versicherungsgesellschaft, die im Jahr 2012 durch den Verkauf der Versicherungssparte der Royal Bank of Scotland (RBS) im Rahmen eines Börsengangs gegründet wurde.
Bis 2013 war die Direct Line Insurance Group Teil der Royal Bank of Scotland (RBS). Am 12. März 2013 wurde bekannt, dass die RBS ihren Mehrheitsanteil an Direct Line durch einen Verkauf von 15,3 Prozent ihrer Aktienanteile aufgegeben hat. Im Oktober 2012 hatte sich die RBS bereits von 30 Prozent ihrer Anteile getrennt. 2014 trennte sich die RBS von den letzten Anteilen der Direct Line Insurance Group.
Das Unternehmen besitzt eine Reihe von Tochtergesellschaften, darunter Direct Line und Churchill, die verschiedene Versicherungsprodukte anbieten, sowie den Pannenhilfe- und Fahrzeugverwertungsanbieter Green Flag.
Die Gruppe ist an der Londoner Börse notiert und ist Bestandteil des FTSE 250 Index.

## Geschichte
Das Unternehmen wurde ursprünglich 1985 von Peter Wood und Martin Long mit 20 Millionen Pfund als Versicherungsabteilung der Royal Bank of Scotland Group (RBS) gegründet. Es war die erste Versicherung in Großbritannien, die direkt per Telefon verkaufte. Das Unternehmen war auch der erste britische Versicherer, der sein Büro abends und am Wochenende öffnete und der erste, der eine 24-Stunden-Hotline anbot. Die Versicherungsgesellschaft wuchs durch Werbung in der nationalen Presse, im Fernsehen und im Marketing für RBS-Kunden. 1990 brachte das Unternehmen ein Maskottchen in Form eines roten Telefons auf Rädern auf den Markt, das schnell einen hohen Wiedererkennungswert bei den Verbrauchern gewann.
Mit einer Reihe neuer Ableger expandierte das Unternehmen in den 1990er Jahren. 1995 hat Linea Direct, ein spanischer Ableger, eine Kfz-Versicherung in Spanien angeboten. 1996 gab es Erweiterungen in Form von Reiseversicherungen, 1997 Haustierversicherungen und Direct Line Breakdown bietet seit 1998 eine Pannenversicherung an. 1993 starteten Direct Line Financial Services ihr erstes Produkt abseits von Versicherungen: Direct Line Personal Loan. Im folgenden Jahr begannen sie, Hypotheken anzubieten. Ab 1995 verkaufte Direct Line Life Lebensversicherungen, 1996 lancierte das Unternehmen Sparkonten und ab 1998 bot es auch Renten an. Die erste Website des Unternehmens, directline.com, wurde 1999 lanciert. Die Neuerungen erstreckten sich bis in die 2000er Jahre: mit der Einführung der ersten Online-Registrierung und -Verfolgung von Versicherungsansprüchen für Kfz-Versicherte im Jahr 2001 und der 2003 eingeführten Notfallversicherung Home Response 24.
Im September 2012 kündigte Paul Geddes, der Vorstandsvorsitzende der Gruppe, an, dass das Geschäft „als eigenständiges Versicherungsunternehmen betrieben wird“, bevor die RBS Group in der Zukunft vollständig veräußert wird. Die Gesellschaft wurde im Oktober 2012 Gegenstand eines Börsengangs (IPO). RBS verkaufte einen Anteil von 30 Prozent und weitere 17 Prozent im März 2013, wodurch sich die Beteiligung an der Gesellschaft auf 48,5 Prozent verringerte. Im September 2013 veräußerte RBS weitere 20 Prozent und im Februar 2014 den Rest seiner Beteiligung. Direct Line Group wurde zur Muttergesellschaft der Direct Line Insurance Ltd sowie einer Reihe weiterer Tochtergesellschaften, wie Churchill Insurance. Das Unternehmen traf Anfang 2010 auch einige harte finanzielle Entscheidungen, darunter die Aufgabe einiger Geschäftszweige, die Entlassung von Mitarbeitern und die Schließung von 14 ihrer 27 britischen Büros.
Im September 2014 wurde bekannt gegeben, dass Mapfre die italienischen und deutschen Unternehmen von Direct Line für einen Betrag von 550 Millionen Euro übernehmen würde.

## Direct Line Deutschland
Direct Line war ab 2002 mit dem berühmten Logo, dem roten Telefon, auch auf dem deutschen Versicherungsmarkt tätig. Davor war das Unternehmen als Allstate Direct (1996 bis 2002) aktiv. Bei der Übernahme von Mapfre im Jahr 2014 war Direct Line Deutschland mit einem Marktanteil von etwa 13 Prozent, einem Prämienaufkommen von 251 Millionen Euro und fast 600.000 Kunden die drittgrößte deutsche Kfz-Direktversicherung. Seit dem 14. Juni 2017 heißt die deutsche Gesellschaft Verti Versicherung AG.

### Produkte
2002 startete das Unternehmen mit dem Vertrieb von Kfz-Versicherungsprodukten (Kfz-Haftpflicht-, Teilkasko- und Vollkaskoversicherung sowie Schutzbrief- und Kfz-Unfallversicherung) und führte in Deutschland erstmals den Zweitwagentarif ein. Der Zweitwagen profitiert dabei von den guten „Prozenten“ (Schadenfreiheitsklasse) des Erstwagens. Im Jahr 2005 erweiterte Direct Line ihr Produktangebot um die Verkehrs-Rechtsschutzversicherung, 2006 folgten Privat-Rechtsschutz- und Privat-Haftpflicht-Versicherung. 2007 sind die Motorradversicherung und der Zweitwagentarif für die Motorradversicherung als neue Produkte hinzugekommen. Im Jahr 2009 erweiterte Direct Line seine Produktpalette um den Rabattschutz „Nix-Passiert-Tarif“, der nun ebenfalls für eine Vollkaskoversicherung galt. Dabei hat der Kunde einen Unfall pro Jahr frei und wird in der Schadenfreiheitsklasse nicht zurückgestuft. Außerdem ist die neue Familienschutzversicherung „Kind & Kegel“ mit vielen Sonderleistungen hinzugekommen. Sie schließt alle Mitfahrer, egal ob Mensch oder Haustier, in den Versicherungsschutz mit ein. Mit dem im Jahr 2009 eingeführten „12 für 10“ Neuwagenrabatt war Direct Line zudem der erste Kfz-Versicherer, der auf die Einführung der Umweltprämie zur Unterstützung der Automobilindustrie reagiert hatte. Seit 2010 bietet Direct Line eine weitere Innovation für seine Kunden: Als eine der ersten deutschen Versicherungen führten sie eine kostenlose Auto-Unfall-App ein.

### Umsatzentwicklung
Seit 2002 machte Direct Line auf dem deutschen Versicherungsmarkt einen imposanten Aufschwung mit. Die britische Direct Line Group selbst hatte bereits einiges vorgelegt und im Jahr 2002 einen Gewinn vor Steuern von 355 Millionen Pfund erreicht, 36 Prozent mehr als im Jahr zuvor. Die deutsche Direct Line steigerte seine Bruttobeitragseinnahmen von gut 60 Mio. Euro aus dem ersten Jahr über 75 Mio. Euro im Folgejahr bis hin zu 91 Mio. Euro im Jahr 2004. Auch die weiteren Jahre verzeichneten einen Erfolgskurs. 2008: Nach sechs Jahren am deutschen Markt konnte der Versicherer die Bruttobeitragseinnahmen auf 127,9 Mio. Euro erweitern – ein erneutes Wachstum um 8,4 Prozent zum Jahr davor. Der Policenbestand erhöhte sich zudem auf über 400.000 Stück. Um weitere 10 Prozent stiegen die Bruttobeitragseinnahmen im Jahr darauf, auf 140 Mio. Euro. Zum zehnjährigen Jubiläum im Jahr 2012 glänzte das Unternehmen mit über 350 Mitarbeitern und über 450.000 versicherten Fahrzeugen. Noch im selben Jahr ging die Direct Line Insurance Group plc an die Börse. 2014 übernahm der spanische Finanzdienstkonzern Mapfre die deutsche Direct Line. Im selben Jahr stellt die Direct Line Versicherung AG einen Rekord auf: Zum Geschäftsjahr 2014 stiegen die Bruttobeitragseinnahmen im Vergleich zum Vorjahr um 15 % von 217,9 Millionen auf 250,7 Millionen Euro. Im Jahr 2015 stiegen sie weiter auf 277 Mio. Euro.
|                                                 | 2011  | 2012  | 2013  | 2014  | 2015  | Veränderung 2015 zum Vorjahr in % |
| Gebuchte Brutto-Beiträge (in Mio. EUR)          | 162,0 | 171,3 | 216,4 | 250,1 | 277,3 | 10,9                              |
| Anzahl der Verträge (in Tsd. Stück)             | 883   | 931   | 1.125 | 1.223 | 1.339 | 9,5                               |
| Anzahl der Angestellten (Durchschnitt pro Jahr) | 350   | 358   | 390   | 404   | 430   | 6,4                               |